# Xishenba (sockenhuvudort i Kina, Shaanxi, lat 32,81, long 106,92)
Xishenba är en sockenhuvudort i Kina. Den ligger i provinsen Shaanxi, i den nordvästra delen av landet, omkring 240 kilometer sydväst om provinshuvudstaden Xi'an. Antalet invånare är 5 479. Befolkningen består av 2 731 kvinnor och 2 748 män. Barn under 15 år utgör 18,0 %, vuxna 15-64 år 66 %, och äldre över 65 år 14,0 %.
Runt Xishenba är det ganska tätbefolkat, med 172 invånare per kvadratkilometer. Närmaste större samhälle är Hongmiao, 6,6 km norr om Xishenba. I omgivningarna runt Xishenba växer i huvudsak blandskog.
Genomsnittlig årsnederbörd är 1 225 millimeter. Den regnigaste månaden är juli, med i genomsnitt 292 mm nederbörd, och den torraste är december, med 2 mm nederbörd.